# Абашевский сельсовет
Абашевский сельсовет — муниципальное образование со статусом сельского поселения в Спасском районе Пензенской области Российской Федерации.
Административный центр — село Абашево.

## История
Статус и границы сельского поселения установлены Законом Пензенской области от 2 ноября 2004 года № 690-ЗПО «О границах муниципальных образований Пензенской области».

## Население
| 2002 | 2010 | 2012 | 2013 | 2014 | 2015 | 2016 |
| ---- | ---- | ---- | ---- | ---- | ---- | ---- |
| 545  | ↘481 | ↘467 | ↘451 | ↘442 | ↘436 | ↘420 |
| 2017 | 2018 | 2021 |      |      |      |      |
| ↘401 | ↘400 | ↘380 |      |      |      |      |

## Состав сельского поселения
| № | Населённый пункт | Тип населённого пункта       | Население |
| - | ---------------- | ---------------------------- | --------- |
| 1 | Абашево          | село, административный центр | ↘374      |
| 2 | Свищево          | село                         | ↘54       |